# Brigade Combat Team

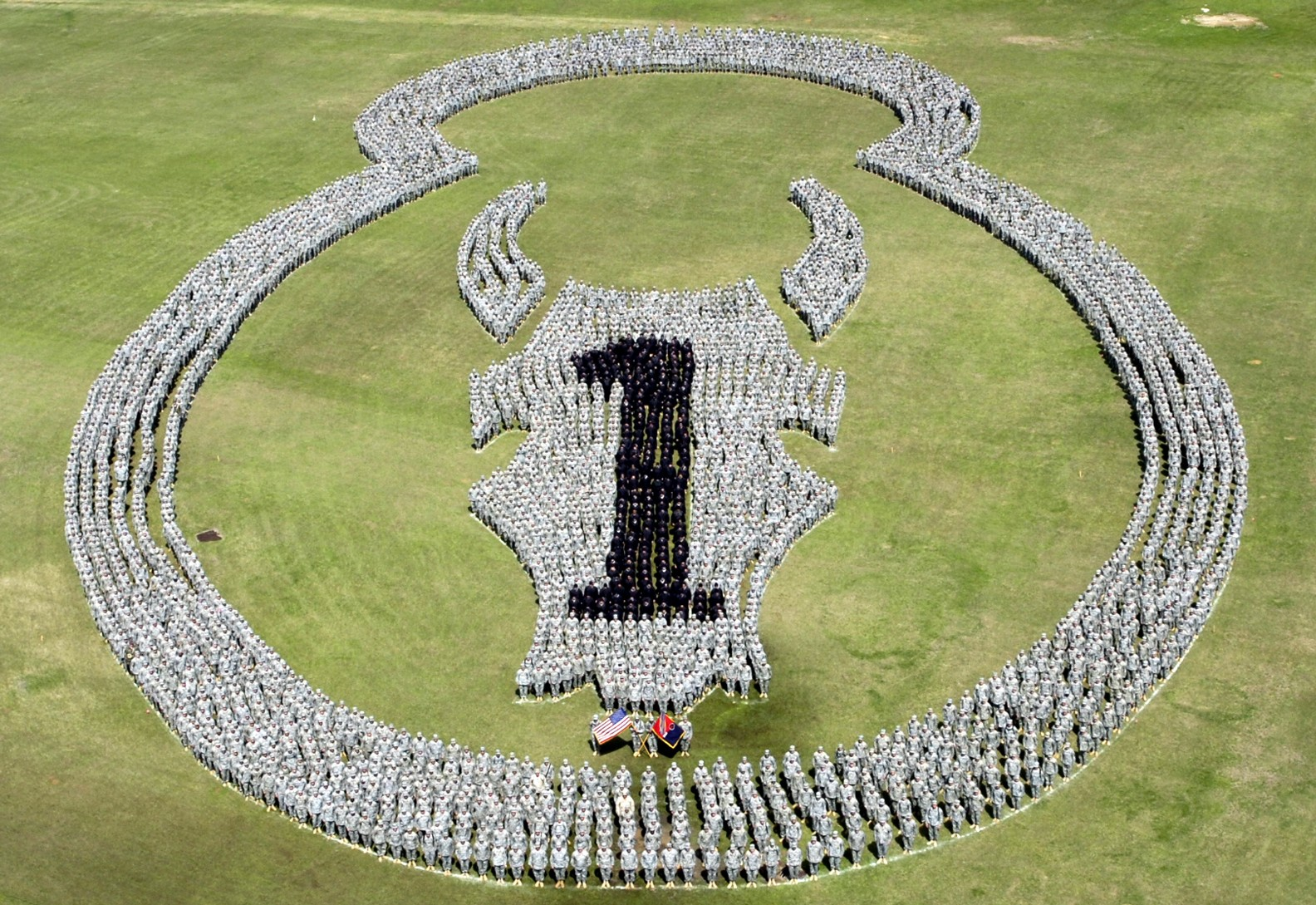
Über 4000 Soldaten des 1/34th bei einer Darbietung

Brigade Combat Team (BCT) ist der Oberbegriff für eine moderne Kampf-Brigade (Großverband) der US Army und konzeptioneller Bestandteil der Heeresreform von 1997.

## Typen
Es gibt drei unterschiedliche Typen:
- Armored Brigade Combat Teams (ABCT, vor 2012 als Heavy Brigade Combat Team (HBCT) bezeichnet) als „schwere“ Brigaden mit M1 Abrams-Kampfpanzern und Schützenpanzern der Typen M2 und M3 Bradley sowie Panzerhaubitzen vom Typ M109 155 mm
- Infantry Brigade Combat Teams (IBCT) als Infanteriebrigaden mit High Mobility Multipurpose Wheeled Vehicles (HMMWV; Humvee)
- Stryker Brigade Combat Teams (SBCT) als Stryker-Brigaden mit dem Transportpanzer Stryker Armored Vehicle, der teilweise auch als Kanonenplattform bzw. als Träger für 120-mm-Mörser dient oder mit dem Panzerabwehrsystem TOW versehen ist, sowie zusätzlich einem  Fires battalion (Artilleriebataillon) mit drei Batterien mit je sechs M777 155-mm-Haubitzen

## Bestehende Einheiten
Die Anzahl der Brigade Combat Teams und deren Einsatzkonzepte wurde seit 1997 mehrfach in Heeresreformen modifiziert. Die United States Army verfügte 2023 über 31 Kampfbrigaden:
- 14 Infantry Brigade Combat Teams (inklusive 5 Luftlandebrigaden)
- 11 Armored Brigade Combat Teams
- 6 Stryker Brigade Combat Teams

Die Army National Guard (ARNG) stellte 2023 27 Brigade Combat Teams:

- 20 Infantry Brigade Combat Teams
- 5 Armored Brigade Combat Teams
- 2 Stryker Brigade Combat Teams